# Poppys
Les Poppys sont un groupe d'enfants français interprétant des chants dans la mouvance hippie des années 1970, en pleine guerre du Viêt Nam. Leurs chansons mettent en avant l'amour, l'incompréhension face à la guerre et la violence des adultes, la fraternité, la paix, l'écologie mais aussi la religion.
Le groupe est constitué d'une partie des Petits Chanteurs d'Asnières, en Île-de-France. La constitution du groupe évolue en fonction de la mue des garçons.

## Carrière

### Origines et débuts
Le groupe est issu de la chorale des Petits Chanteurs d'Asnières, formée en 1946 par Jean Amoureux. Dix-sept choristes sont sélectionnés pour cette aventure. La stratégie d'Eddie Barclay est d'obtenir en France une adaptation de The Voices of East Harlem, un groupe vocal d’une vingtaine d’enfants, porte-parole de la jeunesse noire dont la chanson est diffusée sur toutes les radios du pays.
Ils sont repérés par Jean-Jacques Thébaut (qui avait produit la collection Rondes et chansons avec, à l'époque, « des petits chanteurs de l'Île-de-France ») et il les présente à Eddie Barclay qui confie, sur les recommandations de Jacqueline Herrenschmidt, la direction artistique à François Bernheim, ancien soliste de la Manécanterie des Petits Chanteurs à la croix de bois, ex-chanteur du groupe Les Roche Martin.
C'est ainsi que naissent les Poppys, un jeu de mot entre la pop et les coquelicots (poppies en anglais). Dans la biographie Il était une fois les Poppys de François Vallet, un des quarante à cinquante enfants ayant participé au groupe se souvient que l'effectif complet des chanteurs d'Asnières s'est réuni du 5 au 15 avril 1970 au château de Nazelles, propriété de la ville d'Asnières, avec les chefs de chœur Jean Amoureux et François Bernheim, pour une petite présélection.
Plusieurs d'entre eux sont finalement retenus en septembre 1970 : Olivier Antignac, Pascal Buffenoir, Benoît Cabanes, Bernard Carayon, Olivier Dubrez, Jean-Jacques Gallard, Jean-Pierre Hermann, Philippe Hermann, Gabriel Képéklian, Philippe Képéklian, Philippe Magnan, Christophe Normand, Bruno Polius, Pierre Puyhardy, Philippe Sellier, Thierry Sellier, Harry Trowbridge. Ils sont à l'époque âgés de 10 à 14 ans.
Beaucoup parmi les présélectionnés ont dû quitter le groupe dès le tout début de l'année 1971 (mue oblige), pour céder la place à d'autres chanteurs déjà présents, dont Gérald Munier, Pascal Oubreyrie, Stéphane Laugier, Alain Drexler, Pascal Réali et Daniel Danglard. Il était une fois les Poppys explique que les premières partitions reçues par Jean Amoureux et écrites par Hervé Roy, l'arrangeur des chansons, étaient composées pour des chœurs à quatre voix. Jean Amoureux a donc imaginé quatre choristes pour chaque type de voix, auxquels vient s'ajouter le soliste.
Leur premier 45 tours est mis sur le marché, Noël 70. Il s'en vend six cent mille exemplaires. Le succès est au rendez-vous. S'enchaînent alors plusieurs tubes : Isabelle, je t'aime (cinq cent mille exemplaires), Non, Non, rien n´a changé (un million d'exemplaires), Des Chansons pop dont les paroles sont de Geneviève Lajeunesse (quatre cent mille exemplaires), etc.[réf. nécessaire]
Les derniers disques pressés sous le nom « Poppys » datent de 1982. Toutefois, les tubes des Poppys sont régulièrement réédités en CD et la chorale des Petits Chanteurs d'Asnières édite tous les ans des CD sous le nom « Les Petits Chanteurs d'Asnières et les Poppys ». La chorale reste sous la direction de son fondateur Jean Amoureux jusqu'à sa mort, le 2 septembre 2009. Depuis, la relève est assurée par Christian Germain.

### Actions judiciaires
En juin 1997, une dizaine de membres de la première sélection des Poppys, considérant qu'ils avaient été spoliés, notamment par Eddie Barclay, alors que le groupe avait dégagé des bénéfices considérables qui ne leur avaient jamais profité, intentaient une action pénale pour escroquerie et abus de confiance ; cette action se soldait par un non-lieu en 2001, confirmé en appel en 2002.
Au civil, six ex-Poppys, Bruno Polius, Harry Trowbridge, Philippe et Thierry Sellier, Gabriel et Philippe Képéklian, qui réclamaient à Universal Music France plus d'un million d'euros, étaient déboutés par la cour d'appel de Paris le 24 février 2010. L'arrêt de la juridiction de second degré confirmait le jugement rendu par le tribunal de grande instance de Paris, le 8 janvier 2008.
Dans un communiqué de presse publié le 5 mai 2010, les six ex-Poppys rappelaient que leur « principale requête n’était pas financière, mais concernait la reconnaissance explicite de [leur] statut d’artistes-interprètes des Poppys ». Ils ajoutaient : « Cette bataille juridique depuis quinze années, nous l’avons menée pour nous, pour nous reconstruire, mais aussi, pour tous les enfants membres de chorales qui, aujourd’hui, nous l’espérons, sauront préserver ou faire préserver leurs droits dans un monde dirigé par un intérêt plus financier qu’artistique. »
Le témoignage d'autres ex-Poppys laissait effectivement entendre que si les enfants du groupe s'étaient, pour la plupart, effectivement enrichis d'une expérience inoubliable, certains adultes s'étaient sans doute enrichis, dans le même temps, des bénéfices des millions d'albums vendus en quatre ans. « Nous étions logés et nourris dans les familles qui voulaient bien nous accueillir. Nous avons continué à fonctionner sur le même mode au temps des Poppys alors que nous vendions cinq millions d'albums et que certains gagnaient beaucoup d'argent. »
Dès 1994, en effet, Disques Barclay (repris plus tard par Universal) et Jean Amoureux tiraient parti d'une mode musicale de retour aux années 1970 pour éditer des compilations des Poppys sans solliciter l'accord des interprètes. Cette série de « compils » à laquelle n'avait été associé aucun des anciens Poppys devait marquer le point de départ des actions en justice. En 2000, une expertise judiciaire, commandée par le juge d'instruction Bernard Augonnet, évaluait à treize millions de francs, soit près de six cent cinquante mille francs (environ cent mille euros) par petit chanteur, le montant de ce que les producteurs auraient dû reverser aux interprètes .
Jean Amoureux avait créé une deuxième association dont il était président, tandis que des membres de sa famille occupaient les postes de trésorier et secrétaire. C'est cette association qui a signé le contrat avec Eddie Barclay et c'est cette association familiale qui a tiré les bénéfices du succès.

### Années 2010—2020
En 2012, les Poppys s'inscrivent sur My Major Company pour tenter de renouer avec le succès et sortir un nouvel album.  Le 22 juillet 2016, les New Poppys renaissent à la télévision dans l'émission Village départ, présenté par Laurent Luyat à Albertville, et ils annoncent la sortie d'un album le 25 novembre 2016 chez Smart Sony Music, dont les arrangements sont signés Julien Schultheis et avec une production de  Biarritz Paris Music dirigée par Olivier Kaefer créateur de Stars 80 entre autres, Mehdi Lolliot ainsi que Renaud Burosse et ses associés. Une tournée française a lieu à partir de la rentrée 2017.

## 45 tours
- 1970 : Noël 70 / Non, je ne veux pas faire la guerre
- 1971 : Non, non, rien n'a changé / Love, lioubov, amour
- 1971 : Des chansons pop / Non ne criez pas
- 1971 : Hallelujah Maman / Isabelle je t'aime
- 1972 : Jésus révolution / Liberté, liberté
- 1972 : La vie c'est si jolie / Pénélopie
- 1972 : An American Trilogy / En Vertu
- 1972 : Septembre Noir Decembre Blanc / Bonheur
- 1973 : Papa pense à nous / Beautiful planet (ne prenez pas le soleil)
- 1973 : Bienvenue / Un coeur tout neuf
- 1973 : Western Story / Un an déjà
- 1974 : Glory alleluia / Noël pour un autre monde
- 1974 : Petit papa noël / Noël blanc, en collaboration avec Franck Latour
- 1975 : Credo in unum deum / Les dix commandements
- 1976 : Il faut une fleur pour faire le monde / Raconte moi la chanson
- 1977 : Supercalifragilisticexpidelicieux / Il suffit d'un peu d'imagination
- 1977 : Duguesclin / Corsaire
- 1977 : Quelqu'un viendra (Bernard et Bianca) / Demain c'est un autre jour
- 1978 : Avanti Bugatti / L'aventure
- 1980 : Visite / Een Woord, en collaboration avec Lenny Kurr
- 1982 : Tout est du bluff / Innocence

## Discographie sélective
Des albums CD sont régulièrement réédités et disponibles à la vente, les cassettes audio et les vinyles sont aussi proposés sur les sites internet de vente par correspondance, ils vendent aussi leurs derniers albums sur leur site officiel.
- 1970 : Noël 70 (45 tours)
- 1970 : Non, je ne veux pas faire la guerre… (45 tours)
- 1971 : Non, Non, rien n´a changé (45 tours)
- 1971 : Des chansons pop (45 tours)
- 1971 : Halleluia maman (45 tours)
- 1971 : Isabelle, je t'aime - soliste : Jean-Pierre Hermann
- 1971 : Laissez entrer le soleil
- 1971 : Love, lioubov, amour - soliste : Pierre Puyhardy
- 1971 : Non, ne criez pas…
- 1972 : Jésus révolution- soliste : Olivier Antignac (45 tours)
- 1972 : La vie c’est si joli (45 tours)
- 1972 : L'Enfant do
- 1972 : Liberté
- 1972 : La Paix soit avec vous
- 1972 : Pénélopie - soliste Gérard Meunier
- 1972 : Hosanna (compilation Jesus Christ Superstar)
- 1972 : L´École est finie
- 1972 : Septembre noir, décembre blanc (45 tours)
- 1973 : American Trilogie (45 tours)
- 1973 : Au nom de l'amour
- 1973 : Papa, pense à nous (45 tours)
- 1974 : Avanti Bugatti (45 tours)
- 1974 : Credo in unum Deum (45 tours)
- 1974 : Duguesclin (45 tours)
- 1974 : Glory Alleluia (45 tours)
- 1974 : Il faut une fleur pour faire le monde (45 tours)
- 1974 : Noël 74 (45 tours)
- 1974 : Un monde petit (45 tours)
- 1975 : En l'an 300 000 000 (ce titre a été enregistré mais jamais commercialisé. Les bandes ont ensuite été perdues par Sacha Distel, à qui le père du soliste les avait confiées)
- 1975 :  Mes trois dauphins et moi soliste Bruno (45 tours)
- 1976 : Juste une question
- 1977 : Bernard et Bianca (45 tours)
- 1977 : Demain c´est un autre jour
- 1977 : Mary Poppins (45 tours)
- 1977 : Quelqu´un viendra
- 1977 : Le mini minimum
- 1980 : Visite avec Lenny Kuhr
- 1981 : Supercalifragilisticexpidelilicieux
- 1982 : E.T., je t’aime - soliste : Martial Dizazzo (45 tours)
- 1982 : Tout est du bluff (45 tours)
- 1983 : Gare au loup (45 tours) avec Abbacadabra (comédie musicale)
- 1983 : La planète amour - soliste : Stéphane Le Navéllan (45 tours) avec Abbacadabra (comédie musicale)
- 1983 : L’enfant Do - soliste : Stéphane Le Navéllan (45 tours)
- 1989 : Rêves d’enfant - soliste : Alex Pailly (45 tours)
- 1990 : Tous les enfants ont les yeux bleus
- 1990 : New Rock City
- 1990 : Mon copain Teddy
- 1991 : Si le monde appartenait aux enfants
- 2000 : Les Années Barclay (album CD)
- 2002 : Madame je t'aime
- 2003 : Poppys: Master Serie (album CD)
- 2003 : Bing-Bang
- 2003 : Les Enfants
- 2003 : La Chanson de Gavroche
- 2003 : Vous avez été des enfants
- 2004 : Le Mendiant de l'amour
- 2004 : S’il suffisait d’aimer
- 2004 : La Planète amour
- 2005 : Les Trois Cloches
- 2005 : Les Jardins du ciel
- 2005 : Est-ce qu'on sera chinois
- 2005 : Il n'y a plus d'étoiles de mer
- 2009 : We Have a Dream reprise d'Esther Galil
- 2013 : Blessé de François Bernheim, direction musicale Christian Germain (solistes : Pierre et Thomas)

## Reprises
- Le refrain de la chanson Love, lioubov, amour, « Love, love, love, dit-on en Amérique ; lioubov en Russie soviétique ; amour aux quatre coins de France », a été repris par Noir Désir à la fin de la chanson L'Homme pressé sortie en 1998.
- La chanson Ami Jésus a été reprise dans le film Quasimodo d'El Paris de Patrick Timsit en 1999.
- La chanson Non, non, rien n'a changé a été reprise par Les Enfoirés en 2006, et par Billy Ze Kick (sans le groupe les Gamins en folie), sur l'album Paniac en 1996. René Binamé et Édouard Nenez ont eux aussi fait des reprises du titre. À l'international, Frank Farian (producteur de Boney M. et Milli Vanilli) l'a repris en allemand[9] en 1973.
- La chanson Noël 70 est reprise en 2016 par les New Poppys.

## Distinctions
En trois ans, les Poppys enregistrent plus de vingt-cinq titres, vendent près de cinq millions de disques (45 tours et albums 33 tours confondus) et obtiennent plusieurs disques d'or.
- Deux disques d'or (un en France et un aux Pays-Bas) pour Non, non, rien n'a changé (un million deux cent mille exemplaires),
- Disque d'or pour Isabelle, je t'aime (cinq cent mille exemplaires)
- Disque d'or pour Jésus révolution.

### Podcast
- Les Petits Chanteurs d'Asnières et les Poppys, LSD, La Série Documentaire, par Perrine Kervran, France Culture, 55 minutes, 28 décembre 2020.